# Mảng Sunda
Mảng Sunda (chữ Anh: Sunda plate) là một mảng kiến tạo nhỏ nằm vắt ngang đường xích đạo tại Đông Bán cầu, trên đó phần lớn khu vực Đông Nam Á toạ lạc.
Trước đây, mảng Sunda từng được xem là một phần của mảng Á-Âu, nhưng các phép đo của hệ thống định vị toàn cầu (GPS) đã chứng thực kết quả, mảng Sunda di chuyển độc lập theo hướng đông với tốc độ khoảng 10 mm/năm so với mảng Á-Âu.

## Phạm vi
Mảng Sunda bao gồm khu vực Biển Đông, Biển Andaman, các khu vực phía nam của Việt Nam (từ đứt gãy Rào Nậy trở về nam), Myanmar, Lào, Thái Lan, cùng với Malaysia, Singapore, Campuchia, miền nam Philippines và các đảo Bali, Lombok, Tây Nusa Tenggara, Borneo, Sumatra, Java cũng như một phần của đảo Sulawesi thuộc Indonesia.
Ở phía đông, mảng Sunda tiếp giáp với đới chuyển động Philippines (en), đới va chạm Biển Molucca (en), mảng Biển Molucca, mảng Biển Banda và mảng Timor; ở phía nam và phía tây, mảng Sunda giáp với mảng Úc; ở phía bắc, mảng này giáp với mảng Burma, mảng Á-Âu và mảng Dương Tử. Mảng Ấn-Úc lún xuống bên dưới mảng Sunda dọc theo rãnh Sunda (còn gọi là rãnh Java), gây ra nhiều trận động đất và sóng thần.
Biên giới giữa mảng Ấn-Úc phía dưới và mảng Sunda phía trên có một dạng hút chìm đặc biệt gần đảo Timor. Quá trình hút chìm giữa hai mảng ban đầu diễn ra giữa hai mảng đại dương. Tuy nhiên, theo thời gian, ranh giới này chuyển thành sự hút chìm của rìa lục địa thụ động bên dưới mảng đại dương. Hiện tượng hiếm gặp này vẫn tiếp diễn do phần mảng đại dương đã bị hút chìm trước đó tiếp tục kéo mảng lục địa xuống bên dưới mảng đại dương phía trên.
Dữ liệu GPS cung cấp những hiểu biết quan trọng về tốc độ và hướng va chạm giữa mảng Ấn-Úc và mảng Sunda. Các kết quả cho thấy mảng Ấn-Úc đóng vai trò chính trong việc tạo ra sự biến dạng của hệ thống vòng cung Sunda-Banda. Áp lực từ sự dịch chuyển của hai mảng gây ra hiện tượng nén ép với mức độ tập trung cao nhất ở vùng cung trước và vùng cung sau. Quá trình nén ép này vẫn đang tiếp diễn trong kiến tạo sơn Banda.
Các ranh giới phía đông, nam và tây của mảng Sunda có hoạt động kiến tạo phức tạp và thường xuyên xảy ra hoạt động địa chất mạnh mẽ. Chỉ riêng ranh giới phía bắc là tương đối ổn định, ít biến động hơn.